# Holte (stacja kolejowa)
Holte (duń. Holte Station) – stacja kolejowa w miejscowości Holte, w Regionie Stołecznym, w Danii.
Znajduje się na linii Nordbanen i jest obsługiwana przez pociągi S-tog linii B i E.
Sama stacja składa się z trzech torów z dwoma peronami, środkowy tor znajduje się pomiędzy tymi peronami. Środkowy tor jest używany przez pociąg, które kończą bieg w Holte. Dwa zewnętrzne tory są wykorzystywane przez pociągi do i z Hillerød.

## Linie kolejowe
- Linia Nordbanen